# Západogrónský pidžin
Západogrónský pidžin je vymřelý pidžin vycházející z grónštiny. Vznikl při kontaktu mezi Inuity a Evropany (hlavně Dány). Používal se v Grónsku, vznikl v 17. století a vymřel v 19. století.
Většina slov pocházelo z grónštiny. Západogrónský pidžin sice obsahoval několik slov z germánského původu, ale většina slov, co nepocházela z grónštiny pocházela z jiných místních obchodních jazyků.
Západogrónský pidžin měl zjednodušenou gramatiku a zbavil se písmen, které Evropané neznali (jako je r a q). Například označení pro slaninu je v grónštině orsoq, a v západogrónském pidžinu se toto slovo změnilo na oksok. Dále zmizely i další hlásky, jako sh (v moderní grónštině psáno jako s) a shluky souhlásek (ze slova pro háček nigsik (v moderní grónštině nissik) se stal nieksik).